# The Reason (chanson de Hoobastank)
Pour les articles homonymes, voir The Reason.
Singles de Hoobastank
Out of Control (en)
(2003) Same Direction (en)
(2004)
The Reason est un single du troisième album de Hoobastank, The Reason (2003).
La chanson a atteint la 2e place du Billboard Hot 100, surpassé à l'époque par la chanson Burn d'Usher.
La chanson est nommée pour la chanson de l'année aux 47e cérémonie des Grammy Awards. Elle remporte le MTV Video Music Awards Japan pour le meilleur clip rock.
Une version acoustique de la chanson est présente dans l'album The Greatest Hits : Don't Touch My Moustache (2009).

## Classements hebdomadaires
| Classement (2004)                         | Meilleure position |
| ----------------------------------------- | ------------------ |
| Allemagne (GfK Entertainment)             | 15                 |
| Australie (ARIA)                          | 7                  |
| Autriche (Ö3 Austria Top 40)              | 5                  |
| Belgique (Flandre Ultratop 50 Singles)    | 12                 |
| Belgique (Wallonie Ultratop 50 Singles)   | 7                  |
| Danemark (Tracklisten)                    | 20                 |
| Écosse (OCC)                              | 6                  |
| États-Unis (Adult Top 40)                 | 1                  |
| États-Unis (Alternative Songs)            | 1                  |
| États-Unis (Billboard Hot 100)            | 2                  |
| États-Unis (Mainstream Rock Tracks chart) | 4                  |
| États-Unis (Top 40 Mainstream)            | 1                  |
| Irlande (IRMA)                            | 35                 |
| Italie (FIMI)                             | 1                  |
| Norvège (VG-lista)                        | 9                  |
| Nouvelle-Zélande (RMNZ)                   | 5                  |
| Pays-Bas (Single Top 100)                 | 16                 |
| Royaume-Uni (UK Singles Chart)            | 12                 |
| Royaume-Uni (UK Rock Chart)               | 1                  |
| Suède (Sverigetopplistan)                 | 8                  |
| Suisse (Schweizer Hitparade)              | 6                  |

## Certifications
| Pays              | Certification | Unités certifiées |
| ----------------- | ------------- | ----------------- |
| Australie (ARIA)  | Or            | 35 000            |
| États-Unis (RIAA) | 4 × Platine   | 4 000 000         |
| Italie (FIMI)     | Or            | 25 000            |
| Royaume-Uni (BPI) | Or            | 400 000           |